# Verteilungskonflikt
Ein Verteilungskonflikt  (englisch Distributional conflict) ist ein Kampf darum, wie viel von einer begrenzten Menge an positiv oder negativ bewerteten Objekten jede einzelne Konfliktpartei erhalten soll. Häufig wird die Situation gemäß der Spieltheorie als Nullsummenspiel aufgefasst.
Dabei versucht jede Partei den Anteil zu erhalten, den sie für „gerecht“ hält. Durch die interesse-geleitete Wahrnehmungsverzerrung der Konflikt-Parteien definiert jede derselben das Wort „gerecht“ in unterschiedlicher Weise.
Mögliche Verteilungsstrategien sind u. a.:
- die Anzahl der Objekte gleich zu verteilen auf die Anzahl der Parteien;
- die Anzahl der Objekte entsprechend der Anzahl der Mitglieder der Parteien zu verteilen;
- die Anzahl der Objekte entsprechend dem mittleren Alter der Mitglieder der Parteien zu verteilen.

Ein klassischer Verteilungskonflikt ist derjenige um die Aufteilung des Volkseinkommens auf Arbeitseinkommen und Gewinneinkommen, wie er sich in der Bewegung der Lohnquote oder ihrem Gegenstück, der Gewinnquote widerspiegelt.
Im Zuge der voraussehbaren Entwicklung der Bevölkerungspyramide ist ein Verteilungskonflikt programmiert zwischen denjenigen, die in die Rentenversicherung einzahlen, und denjenigen, die ihr Rentenanrecht ausüben. Ebenso ist die Frage der Höhe der Altersrente umstritten. Sollte jeder Rentner gleich viel bekommen oder sollten kinderlose Rentner weniger bekommen?